# Austrijsko-lihtenštajnska granica
Granica između Austrija i Lihtenštajna predstavlja međudržavnu granicu između teritorija spomenutih država. Njena dužina iznosi 35,04 km. 
Granica razdvaja austrijsku saveznu zemlju Vorarlberg od Lihtenštajna. Međudržavnim sporazumom tok granice utvrđen je 20. srpnja 1960.

## Tok
Granica počinje na sjeveru, na tromeđi između Austrije, Lihtenštajna i Švicarske, koja je točno u sredini Rajne, kod austrijskog naselja Bangs, dijela grada Feldkircha. To je najzapadnija točka Austrije i najsjevernija točka Lihtenštajna. Od nje se granica proteže u dužim odsjecima kroz odvodne kanale (npr., Frickgraben) kroz Europsko zaštićeno područje Bangs–Matschels (Natura 2000), kao i zaštićeno područje Ruggeller Riet prema sjeveroistoku. Nakon toga se polagano penje ka Eschnerbergu, čime presijeca graničnu cestu, koja povezuje austrijsko naselje Fresch i lihtenštajnski Schellenberg.

### Granični prelazi
| L I H T E N Š T A J N | L I H T E N Š T A J N | L I H T E N Š T A J N |         | A U S T R I J A   | A U S T R I J A | A U S T R I J A | A U S T R I J A |
| Izborni okrug         | Općina                | Granični prijelaz     |         | Granični prijelaz | Općina          | Okrug           | Pokrajina       |
| --------------------- | --------------------- | --------------------- | ------- | ----------------- | --------------- | --------------- | --------------- |
| Š v i c a r s k a     |                       |                       |         |                   |                 |                 |                 |
| Unterland             | Ruggell               |                       |         |                   | Feldkirch       | Feldkirch       | Vorarlberg      |
| Unterland             | Schellenberg          |                       |         |                   | Feldkirch       | Feldkirch       | Vorarlberg      |
| Unterland             | Mauren                |                       |         |                   | Feldkirch       | Feldkirch       | Vorarlberg      |
| Unterland             | A l p e               |                       |         |                   | Feldkirch       | Feldkirch       | Vorarlberg      |
| Unterland             | Frastanz              |                       |         |                   |                 | Feldkirch       | Vorarlberg      |
| Unterland             | Eschen                |                       |         |                   |                 | Feldkirch       | Vorarlberg      |
| Oberland              | Planken               |                       |         |                   |                 | Feldkirch       | Vorarlberg      |
| Oberland              | Schaan                |                       |         |                   |                 | Feldkirch       | Vorarlberg      |
| Oberland              | Planken               |                       |         |                   |                 | Feldkirch       | Vorarlberg      |
| Oberland              | Balzers               |                       |         |                   |                 | Feldkirch       | Vorarlberg      |
| Oberland              |                       | Nenzing               | Bludenz |                   |                 |                 | Vorarlberg      |
| Oberland              | Schaan                | Nenzing               | Bludenz |                   |                 |                 | Vorarlberg      |
| Oberland              | Triesenberg           | Nenzing               | Bludenz |                   |                 |                 | Vorarlberg      |
| Oberland              | Schaan                | Nenzing               | Bludenz |                   |                 |                 | Vorarlberg      |
| Š v i c a r s k a     |                       |                       |         |                   |                 |                 |                 |

## Vanjske poveznice
|  | Zajednički poslužitelj ima još gradiva o temi Austrijsko-lihtenštajnska granica |